# Атчабао, Абду
Абду Джамилу Атчабао (англ. Abdou Djamilou Atchabao; род. 7 ноября 1990, Дапаон) — габонский футболист, нападающий.

## Биография
Абду Атчабао родился 7 ноября 1990 года в тоголезском городе Дапаон.
Играет в футбол на позиции нападающего. Первую часть карьеры провёл в чемпионате Того, где в 2010 году выступал за «Аблогаме», в сезоне-2011/12 — во втором эшелоне за «Тигре Нуар Зефир».
В 2012 году перебрался в габонскую «Мунану», в составе которой выступал в течение семи лет. В её составе дважды становился чемпионом Габона (2016—2017), дважды выигрывал серебряные медали (2013—2014), один раз — бронзовые (2015), два раза выигрывал Кубок Габона (2013, 2015).
С 2019 года играет в чемпионате Марокко. До 2021 года выступал за «Ренессанс», провёл за два сезона 37 матчей, забил 11 мячей. В 2021 году перебрался в ФАР.
В январе 2016 года провёл 2 матча за сборную Габона. Дебютировал 10 января в товарищеском матче в Нджеру против Уганды (1:1), отыграв второй тайм.

## Достижения

### Командные
Мунана
- Чемпион Габона (2): 2016, 2017.
- Серебряный призёр чемпионата Габона (2): 2013, 2014.
- Бронзовый призёр чемпионата Габона (1): 2015.
- Обладатель Кубка Габона (2): 2013, 2015.